# Parrhasios
Parrhasios (en grec ancien Παρράσιος) est l'un des peintres les plus célèbres de la Grèce antique. Mais aucune de ses peintures n'a été conservée.

## Biographie
Parrhasios se présente lui-même dans une épigramme : fils d'Événor — lui-même peintre, comme le précisent Élien et Pline l'Ancien —, il est natif d'Éphèse, en Ionie.
Xénophon met en scène Socrate visitant Parrhasios dans ses Mémorables, ce qui pousse Quintilien à placer le peintre à l'époque de la guerre du Péloponnèse. Pline fixe son apogée à la 85e olympiade (400-396 av. J.-C.) et le présente comme le contemporain et le grand rival de Zeuxis, aux côtés de qui il travailla à Athènes. Tous deux s'affrontent ainsi dans un concours ; Zeuxis peint des grappes de raisin avec tant de réalisme que des oiseaux essaient de les picorer. Il triomphe. Parrhasios l'invite alors à dévoiler son propre tableau. S'exécutant, Zeuxis réalise que le tableau n'est autre que le rideau qu'il a tenté d'écarter. Zeuxis reconnaît alors sa défaite : son œuvre a trompé des oiseaux, alors que celle de Parrhasios a trompé Zeuxis lui-même.

## Caractère
D’après une épigramme citée par Cléarque de Soles, il mène une vie molle et a atteint les limites de son art,. Les mœurs excentriques et le goût du luxe de Parrhasios sont bien connus : Selon Sur le bonheur, ouvrage de Théophraste, il porte un habit teint à la pourpre, une couronne d'or, un bâton cerclé d'or et des bandes d'or à ses sandales. L’exercice de son art n'avait rien de triste ni de fatigant pour lui : comme il le cultivait par goût, il s'y livrait avec plaisir. Souvent même il égayait son travail, en chantant ou en répétant quelque air à demi-voix. S'étant un jour présenté pour disputer le prix, dans l'île de Samos, il rencontra un concurrent qui ne lui était pas inférieur, et qui l'emporta sur lui. Le tableau de Parrhasios représentait le combat d'Ajax et d'Ulysse, se disputant les armes d'Achille. Comme un de ses amis lui témoignait la part qu'il prenait à son malheur : « Je suis, répondit Parrhasios, peu touché de ma défaite ; mais je plains le sort du fils de Télamon, qui se trouve vaincu pour la seconde fois en combattant pour les mêmes armes. »
Parrhasios acheta à Philippe II de Macédoine l'un des prisonniers faits à Olynthe ; il le tortura afin de s'en servir comme modèle d'un tableau de Prométhée : rapportée par Sénèque le Rhéteur dans ses Controverses, un recueil de problèmes juridiques intéressants, l'histoire ne tient pas : Olynthe n'est prise qu'en 348 av. J.-C.

## Œuvre
Parrhasios serait le premier peintre dont les esquisses et les dessins sur panneaux et parchemin ont été conservés par des artistes postérieurs. Les témoignages assez obscurs sur son style laissent à penser qu'il s'opposait aux innovations apportées par les effets d'ombres, recherchant plutôt le volume au moyen d'un contour nerveux. Selon Pline qui s'appuie sur le témoignage des peintres Xénocrate et Antigone, Parrhasios « a le premier observé la proportion, mis de la finesse dans les airs de tête, de l'élégance dans les cheveux, de la grâce dans la bouche, et, de l'aveu des artistes, il a remporté la palme pour les contours. » Plusieurs de ses peintures semblent avoir exprimé une souffrance passive, et d'autres possèdent des éléments de caricature, mais il peignit aussi de petites scènes d'érotisme en guise de délassement, allant jusqu'à nommer les personnages d'une de ces peintures érotiques, Atalante et Méléagre ; au témoignage de Pline, l'empereur Tibère en conservait une dans sa chambre à coucher.

Représentations dans la peinture
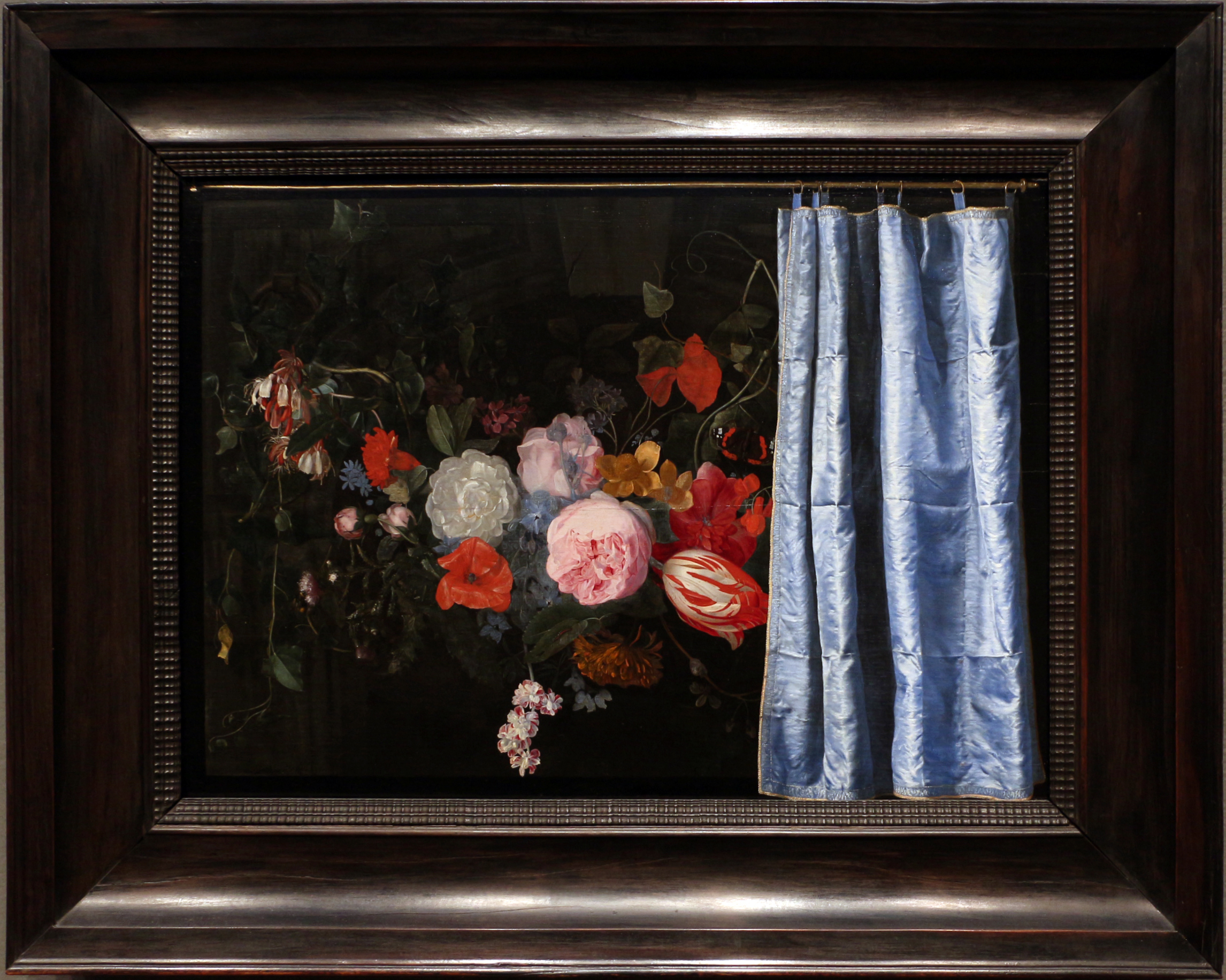
« Leidse fijnschilders van Gerrit Dou tot Frans van Mieris de Jonge », tableau de Adriaen van der Spelt inspiré du trompe-l'œil de Parrhasios.

#### Antique
- Élien, Histoires variées [lire en ligne]
- Pline l'Ancien, Histoire naturelle [détail des éditions] [lire en ligne]

#### Moderne
- Martin Robertson, La peinture grecque, Skira, 1952

#### Cinéma
- Une adaptation au cinéma a été consacrée au célèbre peintre. Un court métrage de fiction, "Zographos", réalisé par Sano Bouzerda Maria en 2011.[vidéo] Zographos sur Vimeo.